# دريقة جزرية
دريقة جزرية (الاسم العلمي:Aspidistra insularis) هي نوع من النباتات تتبع جنس الدريقة من الفصيلة الهليونية. تم وصف هذا النوع من النبات علمياً لأول مرة من قبل هانس-يورغن تيليش سنة 2006.